# Włoszczowa
Włoszczowa (uitspraakⓘ) is een stad in het Poolse woiwodschap Święty Krzyż, gelegen in de powiat Włoszczowski. De oppervlakte bedraagt 30,17 km², het inwonertal 10.756 (2005).

## Verkeer en vervoer
- Station Włoszczowa